# 藤原道隆
藤原 道隆（ふじわらの みちたか、天暦7年〈953年〉- 長徳元年4月10日〈995年5月12日〉）は、平安時代中期の公卿。藤原北家、摂政関白太政大臣・藤原兼家の長男。官位は正二位・摂政・関白・内大臣。一条天皇・三条天皇の外伯父。
永祚2年（990年）関白・藤原兼家が没すると、後を継いで関白次いで摂政となる。同年には一条天皇の女御であった長女の定子を強引に立后させて中宮となし、史上初の四后並立（太皇太后・皇太后・皇后・中宮）を現出した。晩年は飲水病（糖尿病）を病み、息子の伊周に関白を譲ろうとするも実現しないまま、朝政主導僅か5年ほどで病没した。

## 経歴

### 若年期
冷泉朝初頭の康保4年（967年）叙爵し、翌康保5年（968年）侍従に任官する。円融朝に入ると、右衛門佐を経て、天延2年（974年）左近衛少将と五位蔵人に任ぜられ、天延3年（975年）正五位下、貞元2年（977年）従四位下と順調に昇進する。しかし、道隆の父・藤原兼家と不仲であった当時の関白・藤原兼通は死期が迫る中で、関白を円融天皇と外戚関係のない小野宮流の藤原頼忠に譲り、兼家の右近衛大将の兼官を解いて格下の治部卿に落とした。この際、道隆も近衛少将を解かれて備中権守に左遷されている。なお、翌天元元年（978年）頼忠によって兼家は右大臣に引き上げられると、道隆も右近衛権中将として近衛次将に復した。
円融朝では兼家は天皇の外叔父ながら摂関の地位にはなかったが、円融天皇女御の詮子は懐仁親王（後の一条天皇）、冷泉上皇女御の超子は居貞親王（後の三条天皇）と、二人の娘が皇嗣に近い皇子を儲けており、次期摂関の有力候補であった。また、両女御は道隆の同母妹でもあり、道隆は兼家の次の世代の摂関を狙える立場にあった。

### 花山朝から一条朝初期（兼家執政期）
永観2年（984年）円融天皇が花山天皇に譲位すると、道隆は従三位に叙せられ、春宮となった懐仁親王の春宮権大夫に任じられる。花山朝に入っても、引き続き関白は藤原頼忠が務めたが、天皇に対しては権中納言・藤原義懐が外叔父として補佐し、その威勢は関白をも凌ぐと言われた。しかし、寛和元年（985年）女御・藤原忯子が没すると天皇の悲しみは激しく出家の意志まで見せるようになる。花山天皇が退位するとただちに春宮・懐仁親王の践祚となり、兼家は天皇の外祖父として摂関の地位を手にすることができるため、天皇の退位を強く望んでいた。
寛和2年（986年）6月に兼家は策を講じ実行に移した。三男の左少弁・藤原道兼は花山天皇を唆して内裏から寺へ連れ出そうとする。この間、長男の道隆は弟（次男）の道綱とともに神璽と宝剣を天皇のいた清涼殿から春宮のいる凝花舎へ運び込み、三種の神器はすでに春宮のもとにあるため、天皇が宮中へ還御できない状況（『大鏡』）を作り出した。結局、道兼は躊躇する天皇を説得の末に元慶寺まで連れて行って出家させることに成功。こうして、兼家の陰謀により皇位継承が行われ、わずか7歳の懐仁親王が践祚（一条天皇）した（寛和の変）。
一条天皇の践祚に伴い直ちに摂政となった兼家は子息を急速に昇進させる。道隆は7月中に従三位（非参議）から正二位・権大納言へ一気に引き上げられた。さらに、翌寛和3年（987年）には兼家は摂関の後継たるべく道隆を内大臣へ抜擢しようとするが、円融法皇から反対されすぐには実現しなかった。その後も兼家は3年余り奏上を続けて、永祚元年（989年）になってようやく道隆は内大臣に任命され、律令制史上初めての「大臣4人制」が実現している。なお、兼家は後継の選定にあたって、どの息子にするかを腹心の藤原在国・平惟仲・多米国平に諮った逸話がある。在国は花山天皇を出家させた功労により三男・道兼をふさわしいとした。一方、惟仲と国平は兄弟の順によって長男・道隆を推した。結局、後継は道隆となるが、この話を知った道隆は在国をはなはだ憎み、関白職に就いたのちに在国父子の官職を奪った（『古事談』など）。

### 一条朝（道隆執政期）
永祚2年 (990年）正月に一条天皇が元服し、太政大臣となっていた兼家が加冠役を務める。5月5日に兼家は関白に転じ、8日には兼家の出家に伴い、左大臣・源雅信、右大臣・藤原為光がいたにも関わらず、内大臣の道隆が関白となる。ここから、摂関の継承については、朝廷での地位よりも、親子関係あるいは天皇との姻戚関係（天皇の外祖父から外伯父へ）を重視する考え方が窺われる。さらに、5月26日に道隆は摂政に転じた。同じ天皇のもとで関白から摂政に転じるのは初めてのこと極めて異例であるが、経緯ははっきりしない。関白の在任期間は兼家と道隆を合わせても20日ほどで、この間も実際には兼家と道隆は摂政としての職務を行なっていた可能性が高い。 
翌正暦2年（991年）7月に道隆は内大臣を辞して無官の摂政となる。これは、寛和の変後に兼家は摂政に就任するも、太政官席次の上官格として太政大臣・藤原頼忠がいたため、あえて右大臣を辞した上で太政官での席次を頼忠より上とする宣旨を得た先例を踏襲した措置と想定される。こうして、強引かつ異例の措置を経ながらも、結果的には円滑に兼家から道隆に対する政権委譲は完了した。なお、正暦4年（993年）4月に道隆は摂政から再び関白に遷っている。
永祚2年（990年）正月の一条天皇元服後まもなく、道隆は長女の定子を女御として入内させていたが、同年10月に定子を中宮とする。当時、7月に没した兼家の喪が明けていなかったことに加え、既に三后（太皇太后・昌子内親王、皇太后・藤原詮子、中宮・藤原遵子）がいたため、四后並立の状態となった。さすがにこの立后に対しては朝廷内で反発があったらしく、藤原実資から「驚奇少なからず」「皇后四人の例、往古聞かざる事也」と批判されている。また、道隆は中宮大夫に弟の道長を任じるが、道長はこれに反発して中宮の身近に参上しようとしなかった。この人事については道隆の拙策とされるが、道長を取り込もうとする道隆の巧妙な手段とする見方もある。なお、まもなく詮子は出家にて女院（東三条院）となるが、遵子が皇太后に転上することはなく、現天皇の后を「中宮」、前天皇の后を「皇后」と使い分けることになった。
摂関となった道隆は父・兼家のように子息の官位も強引に引き上げる。正暦2年（991年）正月に嫡男の藤原伊周を18歳で参議に加えると、同年9月に先任参議7名を超えて権中納言に、翌正歴3年（992年）8月に上位者5名を超えて権大納言に任じた。さらに、正暦5年（994年）7月に左大臣・源雅信が没すると、8月には伊周を藤原朝光・藤原済時・藤原道長ら3人の先任（権）大納言を越えて弱冠21歳で内大臣に昇進させる。また、伊周の後任の権大納言は長庶子の藤原道頼であった。これについて、道隆が既に飲水病（糖尿病）の自覚症状があり、その焦りがあからさまな人事に直結した可能性が指摘されている。いずれにしても、このような強引な子息に対する官位引き上げは、一条天皇の生母・東三条院（詮子）を始めとして廟堂での不興を買う。そして道隆の死後、伊周をはじめとする中関白家が孤立する遠因となった。正暦6年（995年）正月に次女・原子を皇太子・居貞親王の妃とする。冷泉天皇系・円融天皇系の両皇統から交互に皇位に立てられる状況を踏まえて、両統との外戚関係を築いて自家の永続的繁栄の実現を企図し、後宮政策の強化を図った。
しかし、かねてより道隆は飲水病（糖尿病）に病んでおり、2月頃からは政務を執ることが困難になってきたため、3月になると息子の内大臣・藤原伊周に関白職を継がせようとする。しかし、一条天皇の許しを得ることはできず、3月9日に伊周に対して関白（道隆）の病の間との条件で内覧の宣旨がのみが与えられた。4月3日には道隆は関白を辞した後、伊周の関白就任を再度奏上したがやはり一条天皇に許されなかった。同6日出家し、10日薨御。享年43。

## 没後
道隆没後、その遺志に反して弟・道兼が関白となり、以後、中関白家の急速な衰退が始まった。道兼は道隆の後を追うように没するが、もう1人の弟である道長が内覧に任ぜられ、これに反発する伊周と争った末に伊周は没落（長徳の変）、以降中関白家が政治の中枢に立つことは無かった。
なお、道長やその嫡子の頼通は道隆の怨霊を恐れた。長元2年（1029年）頼通が東三条殿にて病に倒れた際に陰陽師からはここは道隆が没した場所で、その鬼霊が病を惹き起こしているとして述べ、それを聞いた頼通は一時的に東三条殿を退避して、兼家の弟である深覚に調伏の祈念をさせている。

## 人物
『大鏡』や『枕草子』などによれば、道隆は軽口を好んだ朗らかな人であったが、大酒飲みで不羈（「ふき」＝自由気まま）な一面もあった。『大鏡』は、藤原済時・朝光を飲み仲間とし、道隆らが酔っ払って人前で烏帽子を外した頭を晒した話や、亡くなる際に念仏を薦められたが、極楽で飲み仲間の済時や朝光と再会することを喜んだ話を伝えている。その一方で、容貌が端正だった。
『大鏡』の福足君と道隆の項では、兼家の六十歳の賀で舞台に上がってから舞うのを嫌がった甥の福足君（道兼の長男）を見て、道隆は福足君をとらえて共に舞い、誰もが感嘆したという。

## 官歴
- 康保4年（967年） 10月11日：従五位下。11月：昇殿
- 康保5年（968年） 1月13日：侍従。12月18日：左兵衛佐
- 天禄2年（971年） 12月15日：右衛門佐
- 天延元年（973年） 1月7日：従五位上
- 天延2年（974年） 1月8日：五位蔵人。2月7日：兼伊予権介。10月11日：左近衛少将
- 天延3年（975年） 1月7日：正五位下
- 貞元元年（976年） 1月28日：兼備後権介
- 貞元2年（977年） 1月7日：従四位下。1月：備中権守、止左近衛少将、昇殿
- 天元元年（978年） 10月17日：右近衛権中将
- 天元2年（979年） 1月29日：兼備中権守
- 天元4年（981年） 1月7日：従四位上
- 天元5年（982年） 1月7日：正四位下
- 永観2年（984年） 1月7日：従三位、中将如元。8月27日：兼春宮権大夫（春宮・懐仁親王）
- 寛和2年（986年） 6月23日：止春宮権大夫（践祚）。7月5日：権中納言、兼皇太后宮大夫（皇太后・藤原詮子）、中将如元。7月9日：正三位。7月13日：止中将。7月20日：権大納言。7月22日：従二位。7月27日：正二位
- 永延3年（989年） 2月23日：内大臣。7月13日：兼左近衛大将
- 永祚2年（990年） 5月8日：関白宣下、大将如元。5月13日：藤原氏長者。5月26日：止関白、摂政宣下、大将如元。5月30日：辞大将
- 正暦2年（991年） 7月14日：辞内大臣
- 正暦4年（993年） 4月22日：止摂政、関白宣下
- 長徳元年（995年） 4月3日：辞関白・藤原氏長者。4月6日：出家。4月10日：薨御。

## 系譜
山城守・藤原守仁の娘との間に第一子の権大納言道頼を儲けたが、道隆は貴子（高内侍、高階成忠の娘、儀同三司母）との間に生まれた、内大臣伊周・中納言隆家・権大僧都隆円・皇后定子ら諸子女を嫡系として優遇した。これは貴子が定子を始めとする「后がね（天皇の后候補）」となる娘を4人産んだ事が大きいと思われる。隆家の子孫からは水無瀬家と坊門家が堂上家に列した。坊門家は室町時代に断絶となったが、水無瀬家は分家も含めて羽林家として5家を輩出して明治維新まで続き、各家は子爵に列せられた。
西郷隆盛も隆家流菊池氏の末裔と称しており、西郷家の通字「隆」は道隆に由来すると考えられる。
- 父：藤原兼家
- 母：藤原時姫 - 藤原中正の娘
- 妻：高階貴子（?-996） - 高階成忠の娘
  - 三男：藤原伊周（974-1010）
  - 長女：藤原定子（977-1000） - 一条天皇皇后
  - 四男：藤原隆家（979-1044）
  - 次女：藤原原子（980?-1002） - 三条天皇女御
  - 男子：隆円（980-1015） - 延暦寺権大僧都
  - 三女：藤原頼子?（三の御方） - 敦道親王妃
  - 四女：一条天皇御匣殿（985?-1002）
- 妻：藤原守仁の娘（?-988）
  - 長男：藤原道頼（971-995） - 藤原兼家の養子
- 妻：伊予守奉孝の娘
  - 男子：藤原周家（?-1038）
  - 男子：藤原周頼（?-1019）
- 妻：藤原国章の娘 - 藤原兼家妾の対御方と同人
  - 五女：藤原妍子女房
- 妻：橘清子（橘典侍）[26] - 一説に橘好古の娘[27]
  - 男子：藤原好親
- 生母不詳の子女
  - 次男：藤原頼親（972-1010）
  - 女子：平重義室

## 関連作品
テレビドラマ
- 『光る君へ』（2024年、NHK大河ドラマ、演：井浦新）